# TENGA Presents Midnight World Cafe 〜TENGA茶屋〜
TENGA Presents Midnight World Cafe 〜TENGA茶屋〜（てんがぷれぜんつ・みっどないとわーるどかふぇ・てんがちゃや）はFM大阪で放送されているラジオ番組。

## 概要
番組キーワードは妄想。スポンサーはTENGAを発売する株式会社TENGAの一社提供番組である。番組タイトルは「TENGA」と大阪市西成区にある地名「天下茶屋」をかけたもの。番組収録は大阪市浪速区にあるFM OSAKAのスタジオで主に2本録りである。番組中のコマーシャルは存在せず、楽曲は毎週異なるテーマに基づき3曲程度が流れる。放送から2日後の月曜日午後にはPodcastでも配信されている。ただし「TENGAえ歌」のように著作権が絡むコーナーについては配信されない。放送時間は土曜日25時30分から26時30分、日曜日1時30分から2時30分である。
2022年7月には番組10周年を記念し、Zepp Hanedaにて特別イベント『祝 TENGA茶屋10周年!愛と笑いの大感射祭』が行われた。同年8月6日分より約2か月間紗倉まなが休養に入ったが、代役は置かない方針だった。

## 出演者
DJ
- ケンドーコバヤシ

アシスタント
- ニッポンの社長（ 辻皓平・ケツ、2025年5月3日 - ）

過去のアシスタント
- 浅本美加（2012年4月21日 - 2013年3月30日）
- アインシュタイン（河井ゆずる・稲田直樹、2013年4月13日 - 2020年3月28日）
- ツートライブ（たかのり・周平魂、2020年4月4日 -2025年4月26日）

コーナーレギュラー
- 紗倉まな（2015年4月18日 - ）

## 番組の構成
- 最初にFM大阪のインターバル・シグナルが流れ、次にタイトルコールを挟んだオープニング曲の中でケンドーコバヤシが1分程度挨拶と近況報告をし、「この番組は妄想をキーワードに土曜日深夜をキッチュな世界へ誘います。私ケンドーコバヤシ、○○○です」と番組説明をする。
- 提供クレジットを兼ねたジングルでは『性を表通りに、誰もが楽しめるものに変えていく。そんな大いなる夢と使命を背負い誕生した快感を、あなたも体感してください』とTENGAのコンセプトがナレーションされる。
- 改めてケンドーコバヤシが挨拶をしたところでアシスタントが加わり、冒頭の近況報告に関する二人のフリートークが始まる。途中、TENGAからのお知らせやリスナーからの質問や新コーナー案などのメッセージを紹介する。

### コーナー
コーナーはTENGAにまつわるものが多い。この中には、かつてコバヤシが出演していたラジオ番組『ケンドーコバヤシのテメオコ』（TBSラジオ）で行っていたコーナーにTENGAを絡めてアレンジしたものもある。
まなのケンコバさんのが欲しいの
男性レギュラー3人と紗倉まなの4人がリスナーからの性にまつわるお悩みに答えるコーナー。
どうぞ851でおイキください
紗倉まながリスナーから送られてきたエロい意味にとれる文章を読み上げるコーナー。
浅本出演時代の『どうぞ802にお行きください』を引き継いだコーナー。
以上2コーナーは紗倉まな出演回にどちらかが行われる。
下ネタ浄化計画
卑猥な言葉がすんなりと耳に入るように紛れ込ませた文章を送るコーナー。
TENGAギリギリ大喜利
お題に沿った大喜利を送るコーナー。お題によっては紗倉まなも出演して行われる。
TENGAえ歌
原曲にTENGAにまつわる情報などを乗せた替え歌を送るコーナー。
稲ちゃんの「正直言っていいですか？一回だけあります」
リスナーから女性とのエピソードを募集し、アインシュタイン稲田が経験したことがあるシチュエーションかどうか答えるコーナー。
マナティかるた
紗倉まなに纏わるかるたの読み札を募集する。
やさしいね、ケンコバさん。
ケンドーコバヤシがやさしいというエピソードを募集する。
どこにでもある恋の話
ケンドーコバヤシが聞きたいという、どこにでもある恋の話を募集する。
TENGA川柳
TENGAを題材とした川柳を送るコーナー。
TENGA-TENGER-TENGUEST
関西を中心に活躍するよしもとクリエイティブ・エージェンシー所属のタレントをゲストに迎えるコーナー。主に紗倉まなが出演しない回に行われる。
ゲストが日々考える妄想、告知などにちなんだ話を展開させる。
TENGA深エェ話
エェ話を送るコーナー。ただし、そのなかに「TENGA」を入れなければならない(テンガという文字があればよい)。
なに妄想しTENGA
リスナーからの妄想話を紹介コーナー
エ朗読 Niceフレーズ
名称や名言、決まり文句などをエロティックに解釈した旨を送るコーナー。
あれはTENGAじゃないのか
TENGAと間違えそうな物、人、現象などを送るコーナー。

### 終了したコーナー
プレイボーイ稲田
おもしろいのにいるのかいないのかわからない、告知の人になりつつあったアインシュタイン・稲田に読ませたい男前な言葉を送るコーナー。
「ちんぷんかんぷん」のコーナー
大切な部分がプンと臭いそうなタレントを予想するコーナー。タカアンドトシのタカが臭いそうだと思えてならないケンドーコバヤシが、2012年11月17日放送分にて急遽立ち上げたものの、単なる誹謗中傷になりかねないと恐れ、年内いっぱいで終了した。
どうぞ802にお行きください
- 浅本が大人の女性となるべく、二つの意味が込められたいろいろな言葉を、大人の女性になりきって紹介するコーナー。ケンドーコバヤシ曰く思い切ったコーナーとのこと。802とはライバル局であるFM802のことを指す。
  - 元々は『ダブル・ミーニング』というタイトルだったが、リスナーから送られてきたサンプルの言葉を、大人の女性になり切れぬまま読み上げてしまった浅本に失望したケンドーコバヤシが「リスナーの皆さん、どうぞ802にお行きください!」叫び、今のタイトルとなった。また、コーナーが始動してもなお、メールを朗読する浅本から大人の女性になる意志を微塵も感じられないケンドーコバヤシは放送開始当初は数万人いたリスナーがゼロになったと嘆く。
  - TENGA-TENGER-TENGUESTの後、ゲストを交えて行われることが多い。
  - 浅本降板に伴いコーナー終了。

### ノベルティー
投稿採用者には番組ステッカーと共にネタのレベルに応じてTENGAがプレゼントされる。プレゼントされるTENGAによっては定価が7000円近くするものもある。ただし18歳未満のリスナーには、『オリジナルTENGAロゴ入りグッズ』がプレゼントされる。投稿内容によっては番組ステッカーのみの場合もある。
プレゼントの他にも、番組からはTENGA商品を紹介するカタログや、『カップシリーズ』と『EGGシリーズ』の使用方法を解説したDVD、さらにはFM大阪のタイムテーブルが記載された小冊子、FM大阪が主催する飲酒運転防止プロジェクト『SDD～STOP! DRUNK DRIVING PROJECT』の『SDDメッセンジャー･ステッカー』等が送られる場合もある。
プレゼントする商品は原則としてアシスタントの裁量に任されているが、ケンドーコバヤシに判断を仰ぐこともある。ケンドーコバヤシがメールの内容や浅本の読み方に不満を抱くと決定に介入し、TENGAはおろか、ステッカーすらプレゼントすることも拒む場合があった。
- カップシリーズ[4]
- EGGシリーズ
  - 上記2種類には通常の商品に加えて、キース・ヘリングモデルのTENGAがある。
- EGGローション
- ホールシリーズ
- ホールローション
- ホールウォーマー
- プレイジェル
- irohaシリーズ
- VI-BO

## エピソード
- 2017年11月頃までは番組収録にTENGA取締役の松浦隆が立ち会い、告知パートで出演することがあった。また「大阪出張を利用している」といったケンコバのトークなどで番組中で度々話題に上がり、番組に出演して弁明することもあった。2017年12月に松浦がTENGAを退社したことが発表されてからは番組収録には参加していないが、ケンドーコバヤシや紗倉まなとは交流が続いているため、エピソードが語られることがある。
- 浅本は2012年4月21日放送分からDJに加わった。ケンドーコバヤシと共演すること以外、番組に関する情報をほとんど知らされていなかった浅本は、ケンドーコバヤシのみで始められたオープニングトークを聞いて、番組の趣旨を初めて知ることとなった。
- 2012年8月11日放送分の収録中、痛風治療の一環として服用していた利尿薬の効果により尿意を催してしまったケンドーコバヤシが、突如ブースから席を立ってしまう。この行動に浅本はパニックに陥り、トイレへ向かうことを我慢するよう必死に説得するが、結局一人取り残され、新コーナー案のメールを読んで時間を繋いだ。
- 2012年9月8日放送分のオープニングトークでは、ケンドーコバヤシが『ドラゴンクエストX 目覚めし五つの種族 オンライン』のプレイ中、オンライン上で出会ったプレイヤーに自分の戦闘力を侮辱された話になった。ケンドーコバヤシは侮辱してきたそのプレイヤーのハンドルネームを連呼して怒りを露わにしたが、番組の配慮で、オンエアーでは自主規制音が何度も流れた。[5]
- 2015年3月、制作局FM　OSAKAも45周年開局記念で特命局長に就任、4月1日から各番組に出演。